# Casa natale di Leonardo
La casa natale di Leonardo da Vinci è la casa museo in cui si ricorda la nascita, il 15 aprile 1452, dell'omonimo celebre inventore, artista e scienziato italiano; si trova ad Anchiano, frazione di Vinci, comune della città metropolitana di Firenze.

## Ubicazione
Distante pochi chilometri dal borgo del paese, la casa natale si trova in una frazione a nord del comune di Vinci denominata Anchiano. È posta alle pendici del Montalbano a circa 200 m s.l.m., ed è definita dai corsi d'acqua di Balenaia e delle Quercete, che ai tempi di Leonardo alimentavano i diversi mulini sparsi per il territorio.
Già dal primo catasto fiorentino del 1427, ad Anchiano c'è notizia di ben nove fabbricati, aventi piccoli e grandi appezzamenti di terreni coltivati.
Ci sono stati innumerevoli dibattiti sul luogo effettivo di nascita di Leonardo, tuttavia, dopo anni di ricerca, si è potuto stabilire con relativa certezza che il luogo effettivo si trovasse proprio ad Anchiano.
Ser Tomme, in un documento cartaceo, descriveva la sua proprietà:
(Ser Tomme di Marco di Tommaso da Isola, 1470)
Questa descrizione coincide con le parole di ser Piero da Vinci, padre di Leonardo:
(Ser Piero Da Vinci, 1495)

## Storia e descrizione
Nel 1452, anno di nascita di Leonardo da Vinci, nella località di Anchiano erano già presenti diversi fabbricati. La casa era posseduta da ser Tomme di Marco di Tommaso da Isola, un notaio, proprio come il padre di Leonardo.
Allora il fabbricato era diviso in due parti ben distinte, sorte in periodi differenti. La parte più antica veniva usata dal lavoratore del podere, mentre l'altra era la parte padronale. Anche se costruita da poco, quest'ultima parte venne unita all'altra formando un unico agglomerato. Nel 1952, in occasione del quinto centenario dalla nascita di Leonardo, il restauro riportò alla luce le parti della casa descritte anche dalle fonti d'archivio.
La casa è composta da tre ampi vani: una sala d'ingresso con camino quattrocentesco ornato da uno stemma scolpito sul frontone, una camera e una stanza adibita a servizi vari. Nel restauro del 1952 non è stato possibile ricostruire le varie disposizioni e riadattamenti dei piani sopraelevati, perciò fu deciso di riportare alla luce solamente i muri maestri, dando allo stesso tempo una corretta fisionomia della struttura originaria.
Già dal 1449, nell'interrato della struttura, ci sono notizie di un frantoio, gestito dall'avo paterno di Leonardo, Antonio Da Vinci, che in quell'anno poté compilare nell'interesse del proprietario del fondo e di altri cointeressati, una scritta privata di affitto e di compartecipazione agli utili del frantoio.
La casa possiede anche un vasto cortile immerso negli olivi secolari dal quale è possibile avere una vista panoramica sul colle del Montalbano, sulla Val di Nievole, sulla vallata inferiore dell'Arno, sui monti pisani e lucchesi e persino sulle collinette che fronteggiano il mare.
La famiglia da Vinci non aveva possedimenti nella località di Anchiano. Ser Tomme di Marco di Tommaso da Isola nel 1479 donò le sue proprietà (compresa la casa) al Convento dei Frati dei Servi di Maria di Firenze in cambio di un vitalizio, dando la possibilità a ser Piero da Vinci di comperarla tre anni dopo. Fu solamente allora che la facciata fu ornata del grande stemma di famiglia in pietra, ancora presente. Nel restauro del 1952 lo stemma fu collocato nella sala interna per ragioni di conservazione, lasciando all'esterno una copia.
La casa passò negli anni a seguire ai discendenti di ser Piero da Vinci, fino a che nel 1624 Guglielmo da Vinci, nipote di Guglielmo fratello carnale di Leonardo, frate nel convento di S. Lucia a Firenze, lasciò i suoi beni alla suddetta struttura. Nel 1629 la casa passò per una permuta ai beni della corona granducale di Toscana e da questa nel 1645 al conte Francesco Antonio da Bagnano, i cui discendenti, i Masetti da Bagnano, la tennero sino al 1932, quando fu venduta al conte Giovanni Rasini di Castel Campo che acquistò la struttura per destinarla al restauro e alla memoria collettiva di Leonardo. Il conte donò il fabbricato al comune di Vinci il 10 ottobre 1950.

## Restauro
Prima che il fabbricato venisse donato al comune di Vinci, venne fatta una precisa descrizione e valutazione dell'immobile contenuta nella Perizia estimativa del 1949 redatta dal geometra Guido Bigi per conto del conte Giovanni Rasini. Nella perizia, la casa venne descritta in buone condizioni generali, ma in cattivo stato di manutenzione a seguito dei danni causati dalla seconda guerra mondiale. Nella descrizione vengono citati i pavimenti logorati, le spesse mura con l'intonaco vecchio, le pareti interne scolorite e gli infissi assai vetusti, alcuni sprovvisti di vetro. Tra le due parti dell'edificio, sicuramente la casa colonica era in migliore stato di conservazione, soprattutto per quanto riguarda la copertura stessa che aveva solamente qualche apertura causata dalle azioni belliche. Sia per la distanza dai principali centri abitati, sia per il costo dell'intero lavoro di ristrutturazione, non veniva considerata una casa di civile abitazione.

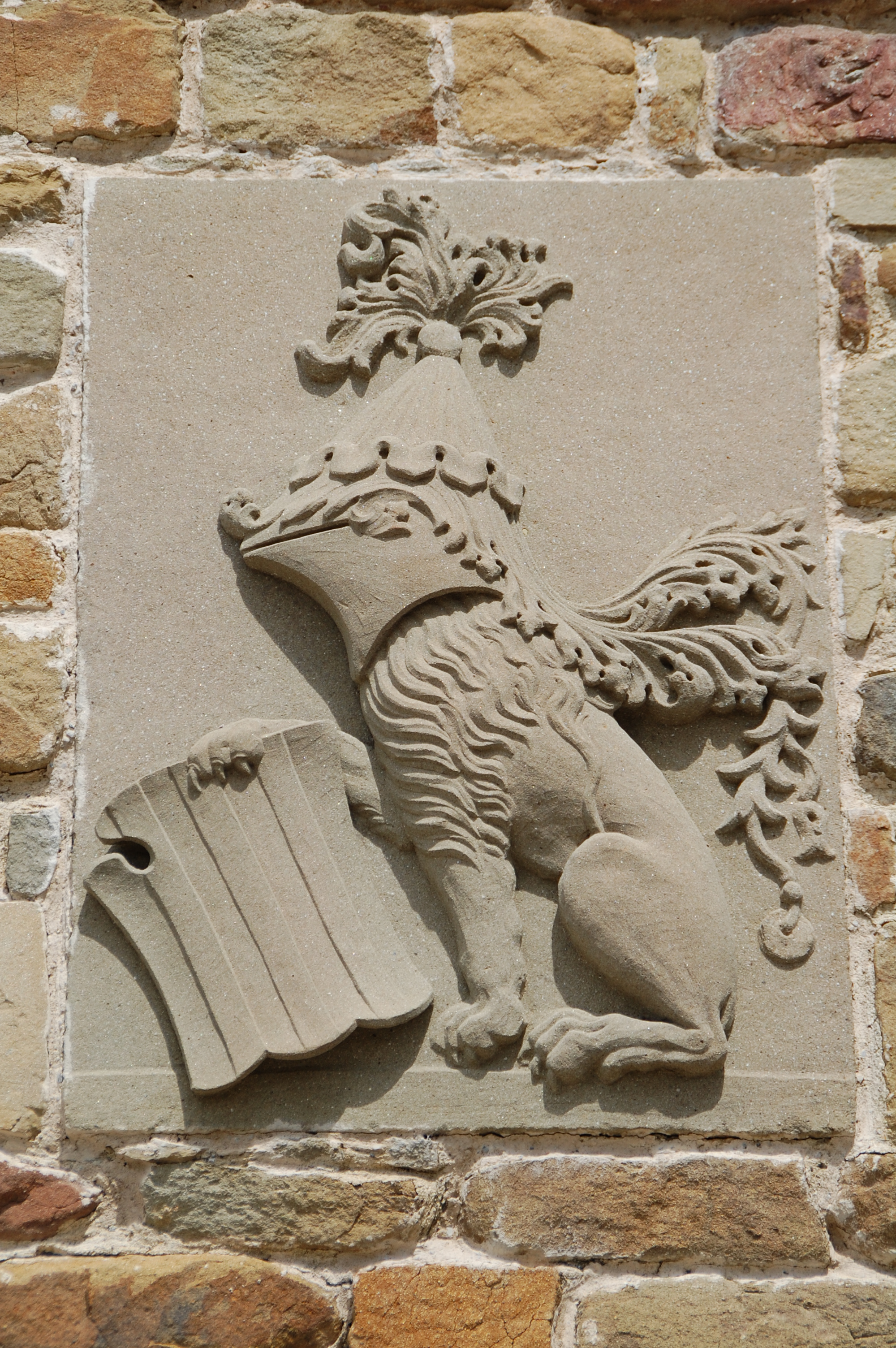
Copia dello stemma della famiglia da Vinci

I restauri furono eseguiti dalla Soprintendenza ai monumenti di Firenze con la guida dell'architetto Giulio Ulisse Arata, membro del Comitato Nazionale per le Onoranze.
Più che un vero restauro, il progetto di Arata prevedeva di ricostruire la casa seguendo uno stile ben preciso, che rimandasse all'antica casa rurale.
Per mancanza di tempo e di finanziamenti, il progetto dell'architetto fu drasticamente ridimensionato.
Nei lavori degli anni cinquanta la casa assunse la forma di un semplice parallelepipedo coperto a capanna e privo di intonaco, venne demolito il piano superiore e vennero restaurati gli infissi rispettando lo stile rustico, visibile soprattutto dalle pareti rimaste grezze. L'inaugurazione dei restauri risale al 15 aprile 1952 con la presenza del Presidente della Repubblica Luigi Einaudi, del Presidente del Consiglio Alcide De Gasperi, del Presidente del Comitato Nazionale Achille Marazza, dei Presidenti delle due Camere, del direttore generale dell'Unesco Jaime Torres-Bodet e di altre numerose personalità italiane e straniere.
Gli interventi svolti negli anni ottanta invece, mirarono al consolidamento dei solai delle prime due stanze, alla costruzione dei bagni e alla sistemazione della parte esterna circostante.
Il 22 giugno 2012 la casa è stata riaperta al pubblico dopo un intervento di restauro che ha aggiunto l'allestimento museale attuale.

## Percorso espositivo

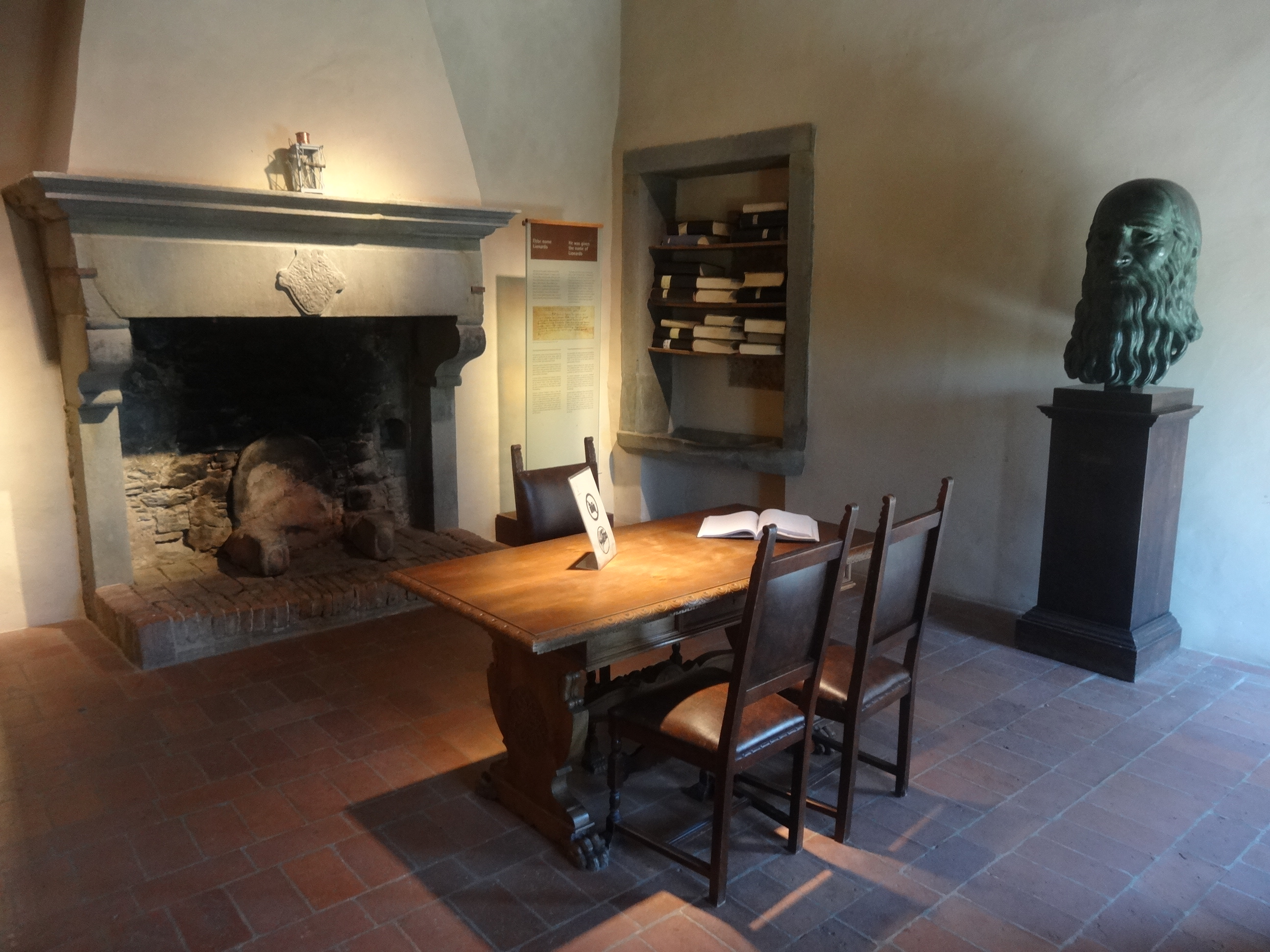
Salotto espositivo della casa natale

Il percorso espositivo dell'intera struttura si suddivide in due parti.
Nella prima c'è la casa natale vera e propria, dove all'interno si trova una narrazione audio-visiva della vita di Leonardo. Grazie a numerosi disegni che raffigurano la Valle dell'Arno, il Padule di Fucecchio, Vinci e il Montalbano viene sottolineato il rapporto che egli ha avuto con il territorio, dalla quale ha preso molte ispirazioni per le sue più grandi opere. È inoltre presente un ologramma a grandezza naturale che dà voce a un Leonardo oramai vecchio e stanco che dalla sua ultima dimora di Amboise, in Francia, volge lo sguardo al passato per narrare le frequentazioni, gli studi, le vicende che lo legarono a queste terre.
Nella seconda invece, c'è la casa colonica con una sezione dedicata al Cenacolo, di cui è esposta una riproduzione in alta definizione in scala 1:2, con la possibilità di attivare ulteriori percorsi tematici storici, artistici e dedicati al restauro.
Rispetto ad altri musei leonardiani, l'esperienza della dimora di Anchiano ha un'impostazione soprattutto storica e basata sui ricordi collegati al luogo.
All'interno della casa natale è presente un registro contenente le firme dei visitatori.
Nel 2000, Tara Gandhi, entrando nella casa museo, si tolse le scarpe in modo da toccare a piedi nudi, secondo una sua dichiarazione, le pietre che avevano assistito alla nascita del Genio per raccogliere le energie che esse emanavano.

## La Strada Verde
Il percorso che collega il borgo di Vinci alla casa natale di Leonardo prende il nome di Strada Verde. Contrassegnata come itinerario escursionistico n. 14, è la stessa che nell'Ottocento era nota come la Via Botanica, lunga circa 2 km. L'itinerario è rimasto pressoché inalterato comprendendo oliveti e vigneti che si concentrano lungo la salita verso Anchiano. A metà della stessa, tramite una deviazione, è possibile raggiungere la pescaia quattrocentesca, utilizzata per il flusso d'acqua che alimentava il Mulino della Doccia di Vinci, che Leonardo raffigura in un disegno del 1504 circa.
Gustavo Uzielli e Telemaco Signorini la citano nella loro gita a Vinci:
(Gustavo Uzielli, Telemaco Signorini, 1872)
La strada è stata percorsa anche da Giuseppe Garibaldi durante la sua permanenza presso il conte Masetti nel 1867.

## Curiosità
- Nel Cinquecento la casa era uno dei possedimenti della Villa del Ferrale.[5]
- L'attenzione per la struttura di Anchiano si diffuse nella seconda metà dell'Ottocento grazie ai riferimenti geografici del Dizionario geografico fisico storico della Toscana di Emanuele Repetti.